# NFL sezona 1977.
NFL sezona 1977. je 58. po redu sezona nacionalne lige američkog nogometa.
Sezona je počela 18. rujna 1977. Super Bowl XII je bio završna utakmica sezone, u kojoj su se 15. siječnja 1978. u New Orleansu u Louisiani na stadionu Louisiana Superdome sastali pobjednici AFC konferencije Denver Broncosi i pobjednici NFC konferencije Dallas Cowboysi. Pobijedili su Cowboysi rezultatom 27:10 i tako osvojili svoj drugi naslov prvaka u povijesti.

## Poredak po divizijama na kraju regularnog dijela sezone
| AFC Istok             |     |     |     |      |     |     |
| Momčad                | Pob | Por | Ner | %    | P+  | P-  |
| Baltimore Colts *     | 10  | 4   | 0   | 71,4 | 295 | 221 |
| Miami Dolphins        | 10  | 4   | 0   | 71,4 | 313 | 197 |
| New England Patriots  | 9   | 5   | 0   | 64,3 | 278 | 217 |
| Buffalo Bills         | 3   | 11  | 0   | 21,4 | 160 | 313 |
| New York Jets         | 3   | 11  | 0   | 21,4 | 191 | 300 |
| AFC Central           |     |     |     |      |     |     |
| Momčad                | Pob | Por | Ner | %    | P+  | P-  |
| Pittsburgh Steelers * | 9   | 5   | 0   | 64,3 | 283 | 243 |
| Cincinnati Bengals    | 8   | 6   | 0   | 57,1 | 238 | 235 |
| Houston Oilers        | 8   | 6   | 0   | 57,1 | 299 | 230 |
| Cleveland Browns      | 6   | 8   | 0   | 42,9 | 269 | 267 |
| AFC Zapad             |     |     |     |      |     |     |
| Momčad                | Pob | Por | Ner | %    | P+  | P-  |
| Denver Broncos *      | 12  | 2   | 0   | 85,7 | 274 | 148 |
| Oakland Raiders **    | 11  | 3   | 0   | 78,6 | 351 | 230 |
| San Diego Chargers    | 7   | 7   | 0   | 50,0 | 222 | 205 |
| Seattle Seahawks      | 5   | 9   | 0   | 35,7 | 282 | 373 |
| Kansas City Chiefs    | 2   | 12  | 0   | 14,3 | 225 | 349 |

| NFC Istok            |     |     |     |      |     |     |
| Momčad               | Pob | Por | Ner | %    | P+  | P-  |
| Dallas Cowboys *     | 12  | 2   | 0   | 85,7 | 345 | 212 |
| Washington Redskins  | 9   | 5   | 0   | 64,3 | 196 | 189 |
| St. Louis Cardinals  | 7   | 7   | 0   | 50,0 | 272 | 287 |
| Philadelphia Eagles  | 5   | 9   | 0   | 35,7 | 220 | 207 |
| New York Giants      | 5   | 9   | 0   | 35,7 | 181 | 265 |
| NFC Central          |     |     |     |      |     |     |
| Momčad               | Pob | Por | Ner | %    | P+  | P-  |
| Minnesota Vikings *  | 9   | 5   | 0   | 64,3 | 231 | 227 |
| Chicago Bears **     | 9   | 5   | 0   | 64,3 | 255 | 253 |
| Detroit Lions        | 6   | 8   | 0   | 42,9 | 183 | 252 |
| Green Bay Packers    | 4   | 10  | 0   | 28,6 | 134 | 219 |
| Tampa Bay Buccaneers | 2   | 12  | 0   | 14,3 | 103 | 223 |
| NFC Zapad            |     |     |     |      |     |     |
| Momčad               | Pob | Por | Ner | %    | P+  | P-  |
| Los Angeles Rams *   | 10  | 4   | 0   | 71,4 | 302 | 146 |
| Atlanta Falcons      | 7   | 7   | 0   | 50,0 | 179 | 129 |
| San Francisco 49ers  | 5   | 9   | 0   | 35,7 | 220 | 260 |
| New Orleans Saints   | 3   | 11  | 0   | 21,4 | 232 | 336 |

Napomena: * - ušli u doigravanje kao pobjednik divizije, ** - ušli u doigravanje kao wild-card, % - postotak pobjeda, P± - postignuti/primljeni poeni

## Doigravanje

### Pozicije za doigravanje
| Poz. | AFC                 | NFC               |
| ---- | ------------------- | ----------------- |
| 1.   | Denver Broncos      | Dallas Cowboys    |
| 2.   | Baltimore Colts     | Los Angeles Rams  |
| 3.   | Pittsburgh Steelers | Minnesota Vikings |
| 4.   | Oakland Raiders     | Chicago Bears     |

### Utakmice u doigravanju
| Datum                 | Utakmica                             | Rezultat         |                  |
| Divizijska runda      | Divizijska runda                     | Divizijska runda | Divizijska runda |
| --------------------- | ------------------------------------ | ---------------- | ---------------- |
| 24. prosinca 1977.    | Baltimore Colts - Oakland Raiders    | 31:37            |                  |
| 24. prosinca 1977.    | Denver Broncos - Pittsburgh Steelers | 34:21            |                  |
| 26. prosinca 1977.    | Dallas Cowboys - Chicago Bears       | 37:7             |                  |
| 26. prosinca 1977.    | Los Angeles Rams - Minnesota Vikings | 7:14             |                  |
| Konferencijska finala |                                      |                  |                  |
| 1. siječnja 1978.     | Denver Broncos - Oakland Raiders     | 20:17            |                  |
| 1. siječnja 1978.     | Dallas Cowboys - Minnesota Vikings   | 23:6             |                  |
| Super Bowl XII        |                                      |                  |                  |
| 15. siječnja 1978.    | Dallas Cowboys - Denver Broncos      | 27:10            |                  |

## Nagrade za sezonu 1977.
| Nagrada                        | Osvajač                     | Pozicija                         | Momčad         |
| ------------------------------ | --------------------------- | -------------------------------- | -------------- |
| Najkorisniji igrač (MVP)       | Walter Payton               | running back                     | Chicago Bears  |
| Igrač godine u napadu          | Walter Payton               | running back                     | Chicago Bears  |
| Igrač godine u obrani          | Harvey Martin               | defensive end                    | Dallas Cowboys |
| Trener godine                  | Red Miller                  | trener                           | Denver Broncos |
| Novajlija godine u napadu      | Tony Dorsett                | running back                     | Dallas Cowboys |
| Novajlija godine u obrani      | A.J. Duhe                   | defensive end                    | Miami Dolphins |
| Najkorisniji igrač Super Bowla | Randy White i Harvey Martin | defensive tackle i defensive end | Dallas Cowboys |

## Statistika

### Statistika po igračima

#### U napadu
- Najviše jarda dodavanja: Joe Ferguson, Buffalo Bills - 2803
- Najviše jarda probijanja: Walter Payton, Chicago Bears - 1852
- Najviše uhvaćenih jarda dodavanja: Drew Pearson, Dallas Cowboys - 870

#### U obrani
- Najviše presječenih lopti: Lyle Blackwood, Baltimore Colts - 10

### Statistika po momčadima

#### U napadu
- Najviše postignutih poena: Oakland Raiders - 351 (25,1 po utakmici)
- Najviše ukupno osvojenih jarda: Dallas Cowboys - 343,7 po utakmici
- Najviše jarda osvojenih dodavanjem: Buffalo Bills - 180,7 po utakmici
- Najviše jarda osvojenih probijanjem: Chicago Bears - 200,8 po utakmici

#### U obrani
- Najmanje primljenih poena: Atlanta Falcons - 129 (9,2 po utakmici)
- Najmanje ukupno izgubljenih jarda: Dallas Cowboys - 229,5 po utakmici
- Najmanje jarda izgubljenih dodavanjem: Atlanta Falcons - 98,9 po utakmici
- Najmanje jarda izgubljenih probijanjem: Denver Broncos - 109,4 po utakmici

## Vanjske poveznice
- Pro-Football-Reference.com, statistika sezone 1977. u NFL-u
- NFL.com, sezona 1977.